# Patrick Le Lay
Patrick Le Lay (* 7. Juni 1942 in Saint-Brieuc; † 18. März 2020 in Neuilly-sur-Seine) war ein französischer Medienunternehmer und von 1988 bis 2008 Geschäftsführer des französischen Fernsehsenders TF1.

## Leben und Leistungen
Patrick Le Lay kam am 7. Juni 1942 im bretonischen Saint-Brieuc als Sohn eines Mathematiklehrers zur Welt. Er studierte Bauingenieurwesen an der École spéciale des travaux publics. 1981 trat er in die Dienste des Baukonzerns Bouygues, wo er rasch Karriere machte. Konzernchef Francis Bouygues beauftragte ihn mit der Diversifizierung der Konzernaktivitäten. In diesem Zusammenhang erarbeitete Le Lay 1987 das Konzept, das Bouygues bei der Privatisierung des Fernsehsenders TF1 zu dessen Übernahme vorlegte. Entgegen der Vorhersagen von Experten setzte sich Bouygues damit gegen das Angebot des Konkurrenten Groupe Lagardère durch. Le Lay wurde zunächst stellvertretender Président-directeur général, 1988 dann selbst PDG des Senders.
Er blieb bis 2008 an der Spitze von TF1. In dieser Zeit gelang es ihm, dem Sender zeitweise einen Anteil von mehr als 40 % am französischen Fernsehmarkt zu sichern. Von Medien wurde er in Nachrufen als „Erfinder des kommerziellen Fernsehens in Frankreich“ bezeichnet. Diese Stilisierung seiner Person förderte er selbst, indem er vor versammelten Vertretern der Werbebranche bekundete: „Mein Beruf ist es, die aufnahmefähige Zeit menschlicher Gehirne an Coca-Cola zu verkaufen.“ Seine Abberufung von der Spitze des Unternehmens wurde von Beobachtern mit dem Scheitern der Versuche von TF1 in Zusammenhang gebracht, die Einführung des digitalen terrestrischen Fernsehens in Frankreich zu hintertreiben.
Nachdem er TF1 verlassen hatte, leitete er zunächst den Investitionsfonds Serendipity. Von 2010 bis 2012 war er Präsident des Fußballvereins Stade Rennes. Am 1. September 2000 gründete er TV Breizh, einen bretonischen Regionalsender, der mit TF1 kooperierte. Im Januar 2003 wurde er zum Ritter der Ehrenlegion ernannt. Le Lay starb am 18. März 2020 in Neuilly-sur-Seine bei Paris.